# Gregory-mysteriet
Gregory-mysteriet (engelsk: Paul Temple and the Gregory Affair) er et kriminaldrama, der blev sendt som radioføljeton af Danmarks Radio i 1954. De i alt ti afsnit blev sendt fra 3. september til 5. november, hver fredag kl. 21.30 til 22. Det er skrevet af den britiske forfatter Francis Durbridge (1912-1998), oversat til dansk af Else Faber og instrueret af Sam Besekow.

## Handling

### Synopsis
Paul Temple (Bendt Rothe) er en britisk kriminalforfatter og privatdetektiv og er gift med Louise ("Steve") Temple (Inga Schultz), der tidligere har arbejdet som journalist. Paul og Steve hjælper ofte det britiske kriminalpoliti, Scotland Yard, i komplicerede mordsager.

### (1) "Med hilsen fra Mr Gregory"
Kriminaldramaet udspiller sig i 1946, hovedsageligt i London, England.
Torsdag nat 12. september forsvinder en ung kvinde, Barbara Wallace, efter at have været i teatret med sin forlovede, Edward Day. Hendes forsvinden bliver kendt som "Wallace-sagen".
Fire uger senere bliver hun fundet død af en engelsk fisker, Bill Harcourt (Gunnar Strømvad), og hans unge norske assistent Peter Davos (Hans-Henrik Krause), da de fisker ud for den britiske østkyst. Hun er ikke druknet, men er blevet kvalt.
Senere forsvinder en anden kvinde, Mildred Dawson. I begge kvinders tilfælde har en af deres pårørende efterfølgende modtaget et af den forsvundne kvindes smykker sammen med et brev med teksten "med hilsen fra Mr Gregory".
Paul Temple opsøges af kriminalinspektør Vosper (Gunnar Lauring) og chefen for Scotland Yard, Sir Graham Forbes (Elith Pio), for at hjælpe med at opklare sagen. Paul Temple er dog i begyndelsen modvillig.
Samme dag finder Paul Temple og hans kone Steve Mildred Dawson kvalt i deres garage. De tager til byen Seaburn i Nordøstengland og forhører Peter Davos og derefter videre til Bill Harcourt, men på vejen bliver de tvunget ud over en bro af en bagvedkørende bil. De overlever og møder den kvindelige læge Dr Wiseman (Berthe Qvistgaard).

### (2) "Sir Donald Murdo gør sin entré"
Dr Wiseman kører Temples tilbage til Seaburn. Her fortæller hun Paul, at hun onsdag den 4. september blev opsøgt af en kvinde, der kaldte sig Barbara Wallace, der virkede rask, men alkoholiseret. Et avisfoto overbeviste hende dog senere om, at det ikke var den samme Wallace, der senere blev fundet død. Ligeledes er hun blevet kaldt ud til en falsk Mildred Dawson under påskud af et nervesammenbrud. Så sent som dagen før er hun blevet opsøgt af en kvinde ved navn Virginia van Cleeve, tilsyneladende også under falsk påskud.
Temple konfronterer hende med, at hun har udskrevet recepter til den rigtige Wallace og Dawson. Dette undrer hende. Adspurgt om hun kender Peter Davos, benægter hun.
Næste dag opsøges Temples af Edward Day (Kjeld Jacobsen), Barbara Wallaces forlovede. Han fortæller, at han på vej til Bill Harcourt nogen tid tidligere også var blevet forsøgt tvunget ud over broen. Han havde ikke fået Harcourt til at fortælle noget.
Senere samme dag tager Temples ud til Harcourt. På vejen møder de Peter Davos. Uden for Harcourts hus hører de et pistolskud. Temples bryder ind og finder ud af, at Harcourt har begået selvmord. De finder en seddel fra Mr Gregory.
En ung skotsk millionær, Sir Donald Murdo (Edvard Mielke), opsøger kriminalinspektør Vosper, der efter Temples beretning er overbevist om, at Harcourt var Mr Gregory. Murdo fortæller, at hans veninde, Virginia van Cleeve, er forsvundet, og at han har modtaget en æske med et af hendes smykker samt beskeden "Vent. –Mr Gregory".

### (3) "Natklubben Madrid"
Murdo fortæller, at han og van Cleeve aftenen forinden havde besøgt natklubben Madrid, hvor van Cleeve havde vekslet ord med ejeren, Charles Zola (Mogens Davidsen).
Da Murdo er gået, modtager Sir Graham et telefonopkald om, at bilen, der forsøgte at tvinge Edward Day ud over broen, er blevet fundet og tilhører Charles Zola.
Temples aftaler over telefonen at mødes på Madrid samme aften. Steve bliver hentet i en taxa, men taxachaufføren prøver at kidnappe hende. Steve truer ham dog med en pistol og får ham til at køre til Madrid, hvor han bliver anholdt.
På Madrid møder Temples Day, der har talt med Zola, der benægter at eje den fundne bil. Da de fortæller, at Harcourt er død, bliver han oprevet.
Temples taler med Zola, der benægter at kende Virginia van Cleeve og advarer Temple om at undersøge sagen nærmere.
De opsøges af en Ms Slater (Mette von Kohl), der arbejder som natklubdanser i Madrid. Hun bekræfter, at van Cleeve var i klubben aftenen før. Hun og Temples aftaler at mødes i hendes lejlighed en time senere, og de får nøglen dertil.
Temples tager ud til lejligheden. I soveværelset finder de Ms Slater kvalt. På en blok i stuen er telefonnummeret til Dr Wiseman skrevet ned. Umiddelbart efter ankommer Peter Davos, der åbenbart ejer lejligheden.

### (4) "Peter Davos' alibi"
Davos benægter, nogensinde at have set Ms Slater og fortæller, at han var sammen med inspektør Vosper, da mordet blev begået.
På Scotland Yard bekræfter Vosper Davos' alibi og fortæller, at Zolas bil har været klodset op i månedsvis, og at den fundne bil derfor må have falske nummerplader.
Temple forhører taxachaufføren Taylor (Bertel Lauring), der prøvede at bortføre Steve. Chaufføren indrømmer, at han fik 50 pund for at køre Steve til en adresse i East End af en mand, der for Temple lyder som Zola. Temple aftaler med Taylor, at han vil få politiet til at løslade ham, mod at han samme aften vil køre ham til Madrid og se Charles Zola.
Temple opsøges af Edward Day, der har været under forhør hos Scotland Yard. I elevatoren finder de Taylor myrdet med en kniv.
Senere modtager Temple en opringning fra Dr Wiseman, der er blevet kontaktet af en mand, der kalder sig Professor Reece. Han vil have hende til at tilse sin datter. Adressen, han har opgivet, er den samme adresse, Taylor skulle have kørt Steve til.
Temples, Sir Graham og inspektør Vosper opsøges af Sir Donald Murdo, der fortæller, at hans veninde, Virginia van Cleeve, er vendt tilbage af sig selv. Temple presser ham dog til at indrømme, at han har afleveret en løsesum til Mr Gregory via Professor Reece for at få hende fri.

### (5) "Virginia van Cleeve"
Murdo fortæller, at han efter at have fået Virginia efterlyst var blevet ringet op af Charles Zola, der havde truet ham til at aflevere 15.000 pund hos Professor Reece mod oplysninger om, hvor han kunne finde Virginia. Han var taget ud til Reece (Henry Nielsen), havde afleveret pengene og fået besked om, at Virginia var at finde i St James' Park. Han havde derefter hentet hende og bragt hende, der efter sit fangenskab var svimmel og afkræftet, til sit hotel, hvor Dr Wiseman og Peter Davos tilfældigvis også havde opholdt sig. Dr Wiseman havde hjulpet Virginia og fortalt Murdo, at hun havde fået en indsprøjtning med et giftstof.
Virginia van Cleeve (Lone Luther), der under Murdos forklaring har ventet i hans bil udenfor, kommer op og fortæller, at det sidste, hun husker fra før sin bortførelse, er, at hun blev bedøvet af den kvindelige indehaver i en dametøjsforretning i New Bond Street.
Temples tager ud til East End. Paul møder en bekendt, Lanny Knight (Henrik Wiehe), i en beværtning og spørger om vej til Reeces dyrlægeklinik. Knight fortæller, at en Edward Day tidligere på dagen har spurgt om det samme.
I klinikken finder Temples Professor Reece hængt.

### (6) "Mr Zola i søgelyset"
Edward Day dukker op. Han viser Temples en aftenavis med nyheden om løsesummen, Sir Donald Murdo havde betalt. Paul fortæller, at han havde givet den til Professor Reece. Day forklarer, at han om morgenen havde fundet Reeces navn og adresse i nogle af Barbara Wallaces efterladte papirer. Steve bemærker en lugt af parfume på gerningsstedet.
Senere, på en nærliggende beværtning, kommer Steve i tanke om, at parfumen minder om Dr Wisemans. Paul ringer til Wiseman, der fortæller, at hun har været sammen med en ven hele aftenen. Paul presser hende til at indrømme, at det er Peter Davos, selv om hun tidligere (i Seaburn) har benægtet at kende ham.
Da Paul kommer tilbage, møder han imidlertid selv samme Peter Davos, der har været sammen med inspektør Vosper. Vosper, der har været henne og undersøge gerningsstedet, kommer tilbage og fortæller, at Reece slet ikke var professor. Han er overbevist om, at Reece forsøgte at snyde Mr Gregory for løsesummen, men er blevet myrdet af en anden end Mr Gregory. Han fortæller, at Sir Graham vil arrestere Zola.
Temples tager videre til Madrid for at tale med Zola. Sir Graham ankommer umiddelbart efter, men giver Paul ti minutter til at tale med Zola. Paul spørger ham om opkaldet til Murdo, men Zola benægter og tilkalder en tjener, Madison (Louis Miehe-Renard), der er i stand til at efterligne stemmer. Zola konfronterer ham og får ham til at indrømme, at Dr Wiseman betalte ham for at foretage opkaldet til Murdo.

### (7) "Steve får en idé"
Madison indrømmer at have mødt Wiseman en uge tidligere i Madrid, og at de nogle dage senere var mødtes i hendes lejlighed, hvor hun havde tilbudt 200 pund for at ringe til Murdo og forlange en løsesum for Virginia van Cleeve med Zolas stemme. Da Paul er gået, bliver det dog klart, at Zola og Madison har planlagt denne forklaring i fællesskab.
Sir Graham tror ikke forklaringen og er overbevist om, at Zola er Mr Gregory. Steve har dog fået den idé, at det er Edward Day, der er Mr Gregory.
Zola bliver arresteret, men Madison stikker af bevæbnet med en revolver. Efter en kort skudveksling i natklubben styrter Madison ned fra et højt sted og omkommer.
Senere samme aften kommer Wiseman og Davos hjem til Temples. De indrømmer at være forlovede og at have dækket over det, da de begge er implicerede i sagen. Paul fortæller, at det var den forsvundne Virginia van Cleeve, som Wiseman havde hjulpet på Murdos hotel tidligere samme dag. Hun fortæller, at hun var blevet ringet op af Davos og bedt om at mødes på hotellet til te, men Davos benægter at have foretaget det opkald. Han for sin part hævder, at Wiseman havde sendt ham et brev og bedt ham mødes på hotellet. Paul mistænker, at Madison har ringet til Wiseman og Mr Gregory sendt brevet til Davos.
Næste morgen bliver Temples opsøgt af en oprevet Edward Day, der hævder, at nogen aftenen før forsøgte at skyde ham fra en forbipasserende bil. Han viser dem et advarende brev, han har modtaget fra Mr Gregory. Paul tænker, han har opdaget noget, der irriterer Mr Gregory, men Day ved ikke, hvad det skulle være.
Day kører Paul til Scotland Yard, men undervejs kaster nogen en bombe imod dem fra en varevogn. De overlever og møder Murdo, der hjælper dem.

### (8) "Mr Gregory lader høre fra sig"
Murdo forklarer, at han var på vej til Temples, da han hørte eksplosionen. Han ville have Paul til at bruge sin indflydelse på Sir Graham og inspektør Vosper til at holde ham ude af sagen.
Hos Scotland Yard afhører Sir Graham og Paul indehaveren af dametøjsforretningen, hvor Virginia van Cleeve blev bortført, Ms Marcia (Jessie Rindom). Hun indrømmer, at hun og Zola begge arbejder for Mr Gregory. Derefter sluger hun en giftkapsel og dør.
Næste aften fortæller Paul Steve, at han i lommebogen, han havde fundet i Reeces baglomme, havde læst beskeden "Aftale med Royston 10:30".
De bliver opsøgt af Wiseman og Davos igen, der fortæller, at en flaske af Wisemans parfume for nylig er blevet stjålet. Paul fortæller, at der var en duft af samme parfume (Chateau nr. 8) hos Reece og finder det inkriminerende, at de er kommet for at forklare sig.
Senere kommer inspektør Vosper og fortæller, at endnu en ung kvinde, Marjorie Faber, er blevet kidnappet af Mr Gregory. Aftenen forinden havde hun været på klubben Palais de Dance. Adspurgt af Paul svarer Vosper, at han lagde mærke til en parfumeflaske hos Wiseman, da han forhørte hende.
Temples' butler Charlie (Helge Kjærulff-Schmidt) fortæller Steve, at han skal til fest på Palais de Dance, hvor han kender trompetisten Georgie Royston. Hun overtaler Charlie til at tage hende med derhen.
På klubben møder de Paul, der er taget dertil med Sir Graham og inspektør Vosper. Paul får Charlie til at udpege Royston, der på det tidspunkt er i samtale med Sir Donald Murdo.

### (9) "Pakhuset ved floden"
Murdo er i klubben i selskab med Virginia van Cleeve. Paul hilser på dem og opdager, at Murdo har en stak penge i lommen. Han spørger, om Virginia van Cleeve kender Royston, hvilket hun bekræfter.
Royston (Knud Hallest) benægter først kendskab til Murdo, Marjorie Faber og Professor Reece. Under pres indrømmer han dog at have bedøvet Marjorie Faber og kørt hende ud til Reeces adresse aftenen før, hvor han havde overgivet hende til Zola. Zola havde derpå betalt ham 200 pund og sejlet Marjorie Faber væk i en motorbåd.
Temples, Sir Graham, inspektør Vosper og en overbetjent tager til East End og sejler ud til et forladt og faldefærdigt pakhus. De finder Marjorie Faber (Elsa Kourani) bundet og kneblet og befrier hende. Peter Davos ankommer i en motorbåd, skyder imod dem med en revolver, springer i vandet og svømmer væk.
På vej væk fra pakhuset samler de liget af Charles Zola op af vandet.
Næste morgen modtager Paul en lommekniv fra Edward Day med posten. Kort efter ringer Day og fortæller, at Mr Gregory den foregående aften overfaldt og forsøgte at myrde ham, men flygtede med uforrettet sag. Lommekniven er en, han havde tabt under flugten.
Wiseman og Davos kommer for tredje gang forbi til trods for, at Davos er efterlyst. Paul viser Davos lommekniven, og han indrømmer, at den tilhører ham. Han fortæller, at han lånte den til Bill Harcourt.

### (10) "Vi præsenterer Mr Gregory"
Wiseman forklarer, at hun den foregående aften var blevet ringet op af Mr Gregory, der ville udlevere nogle af hendes breve til hende, hvis hun mødte op ved pakhuset. Hun indrømmer, hele tiden at have vidst hvem Mr Gregory er. Hun fortæller, at hun for længe siden havde været under mistanke for at have fremskyndet en patients død. I den forbindelse havde hun skrevet nogle for hende belastende breve, som var kommet i Mr Gregorys besiddelse. Han afpressede hende til at udskrive recepter til Barbara Wallace og Mildred Dawson for at få det til senere at se ud, som om hun var Mr Gregory. Han havde benyttet sig af bedragere til det formål. Da hun var blevet klar over det og tilså den falske Virginia van Cleeve, ringede hun derfor til Paul Temple.
Peter Davos havde overtalt hende til at lade ham tage ud til pakhuset i stedet for hende, så han kunne slå Mr Gregory ihjel. De tør ikke røbe Mr Gregorys identitet, da han stadig har Dr Wisemans breve.
Paul inviterer alle Gregory-mysteriets implicerede til et selskab i natklubben Madrid. Til selskabet fortæller han, at Mr Gregory oprindeligt ernærede sig ved pengeafpresning med hjælp fra Zola og Ms Slater, men senere gik over til kidnapninger.
Peter Davos var taget til Seaburn for at få Mr Gregorys far, Bill Harcourt, til at overtale sin søn til at udlevere Wisemans breve. Efter fundet af Barbara Wallaces lig havde erkendelsen af, at hans søn var Mr Gregory, fået Harcourt til at begå selvmord.
Temple udpeger Edward Day som Mr Gregory og erklærer alle hans historier om de morderiske overfald for løgn, der skulle tilsløre, at han var Mr Gregory. Eneste undtagelse er bombeattentatet, der var blevet udført af Zola, fordi Day havde prøvet at kaste mistanke på ham. Det var Day, der havde myrdet Ms Slater og Zola. Han havde prøvet at lokke Dr Wiseman ud til pakhuset, for at hun skulle blive opdaget af politiet og mistænkt for at være Mr Gregory. Næste morgen skulle lommekniven have kastet mistanke på Davos, fordi han var blevet set ved pakhuset.
Day trækker en revolver og tager Steve som gidsel. På vej ud bliver han dog overmandet af Temples' butler Charlie.
Hjemme hos Temple forklarer Paul Sir Graham, at det var Edward Day, der havde betalt Madison for at ringe til Murdo og lyde som Zola. Han havde også myrdet Reece, hvorimod taxachaufføren Taylor var blevet myrdet af Zola, der tidligere havde betalt ham for at bortføre Steve.

## Kulturel indflydelse
- I DR's dramaserie Krøniken, der udspiller sig i Danmark i 1950'erne og 60'erne, nævner karakteren fru Jürgensen (Birthe Neumann) på et tidspunkt Gregory-mysteriet.[2]
- I sjette episode af TV2's program 'Kærlig hilsen', hvor Johnny Reimar og hans familie i en periode lever som i 1955, lytter de bl.a. til en optagelse af Gregory-mysteriet.